# 找死凶宅
，是2024年上映的一部韓國喜劇劇情片，翻拍自2010年加拿大喜劇恐怖電影《雙寶鬥惡魔》，该片由《上流社会》的副導演南东协執導，李星民、李熙俊、孔昇延、李奎炯、朴智煥主演，韓國於2024年6月26日上映，台灣於2024年7月5日上映。

## 劇情概要
自認為帥哥二人組的宰弼和塽邱搬到某小鎮的第一天，就被崔所長、南巡警列為特別監視對象，但宰弼和塽邱光是因為能住在夢想中的歐風建築就感到很幸福。然而，當他們救了掉進水裡的美娜時，卻被誤認為綁匪。後來，以來尋找美娜的不速之客們為開端，被封印在地下室的惡靈覺醒，黑暗氣息開始籠罩整個家。

## 演員陣容

### 主要人物
- 李星民 飾演 姜宰弼
- 李熙俊 飾演 朴塽邱
- 孔昇延 飾演 金美娜
- 李奎炯 飾演 南巡警
- 朴智煥 飾演 崔所長

### 其他演員
- 金度勳 飾演 傑森，大學生。
- 張東周 飾演 李成彬，大學生高爾夫選手。
- 賓燦昱 飾演 姜勇俊，大學生。
- 正花 飾演 寶拉，大學生。
- 姜基棟 飾演 秉祖，大學生，一直被其他朋友欺壓。
- 李書煥 飾演 房仲。
- 朴慶惠 飾演 金順玉，金耀漢的姊姊，被附身山羊鬼。
- 禹賢 飾演 金耀漢神父。
- 陳太建 飾演 金耀漢童年。
- 宋宥弦 飾演 修女。
- 林元熙 飾演 李元熙，李成彬的叔公。
- 福順 飾演 奉九，姜宰弼、朴塽邱的狗狗。
- Jamie Horan 飾演 貝克神父。

## 发行
该片于2024年6月26日在韩国正式上映，同年8月13日起上线IPTV和VOD点播平台。此外分别入围第57屆錫切斯影展“全景”竞赛单元、第18屆里斯本國際恐怖電影節“Room Service”单元、第17屆斯特拉斯堡歐洲奇幻電影節国际奇幻电影竞赛单元和第43屆莫林斯恐怖電影節。

### 票房
该片于2024年7月11日突破损益平衡点110万观影人次。

## 奖项荣誉
| 年份 | 颁奖礼                     | 奖项           | 入围者       | 结果 | 参考          |
| ---- | -------------------------- | -------------- | ------------ | ---- | ------------- |
| 2024 | 第33屆釜日電影獎           | 最佳新人導演   | 南东协       | 提名 |               |
| 2024 | 第33屆釜日電影獎           | 最佳男主角     | 李熙俊       | 提名 |               |
| 2024 | 第33屆釜日電影獎           | 最佳男配角     | 朴智焕       | 提名 |               |
| 2024 | 第57届錫切斯電影節         | 竞赛单元观众奖 | 《找死凶宅》 | 獲獎 | [ 12 ]        |
| 2024 | 第44届韩国电影评论家协会奖 | 最佳男主角     | 李熙俊       | 獲獎 |               |
| 2024 | 第44届韩国电影评论家协会奖 | 十佳电影       | 《找死凶宅》 | 獲獎 |               |
| 2024 | 第44届黄金摄影奖           | 评委特别奖     | 李熙俊       | 獲獎 | [ 13 ]        |
| 2024 | 第45屆青龍電影獎           | 最佳影片       | 《找死凶宅》 | 提名 |               |
| 2024 | 第45屆青龍電影獎           | 最佳新人導演   | 南东协       | 提名 |               |
| 2024 | 第45屆青龍電影獎           | 最佳劇本       | 南东协       | 提名 |               |
| 2024 | 第45屆青龍電影獎           | 最佳男主角     | 李星民       | 提名 |               |
| 2024 | 第45屆青龍電影獎           | 最佳男配角     | 李熙俊       | 提名 |               |
| 2024 | 第45屆青龍電影獎           | 最佳女配角     | 孔升妍       | 提名 |               |
| 2024 | 第45屆青龍電影獎           | 最佳剪輯       | 金鮮珉       | 提名 |               |
| 2025 | 第61屆百想藝術大獎         | 最佳新人导演   | 南东协       | 提名 | [ 14 ]        |
| 2025 | 第61屆百想藝術大獎         | 最佳男主角     | 李熙俊       | 提名 | [ 14 ]        |
| 2025 | 第61屆百想藝術大獎         | 最佳女配角     | 孔升妍       | 提名 | [ 14 ]        |
| 2025 | 第23届导演选择奖           | 最佳导演       | 南东协       | 提名 | [ 15 ] [ 16 ] |
| 2025 | 第23届导演选择奖           | 最佳新人导演   | 南东协       | 獲獎 | [ 15 ] [ 16 ] |

## 外部連結
- NAVER上《找死凶宅》的资料
- Daum上《找死凶宅》的资料
- 韩国电影数据库（KMDb）上《找死凶宅》的資料
- 互联网电影数据库（IMDb）上《找死凶宅》的资料（英文）
- 《找死凶宅》在HanCinema的页面（英文）
- 豆瓣电影上《找死凶宅》的資料 （简体中文）